# 日光江戸村
日光江戸村（にっこうえどむら）は、栃木県日光市にある江戸時代や戦国時代が主題のテーマパーク。

## 概要
1986年4月23日に大新東子会社の新東地域開発株式会社(現株式会社時代村)により栃木県塩谷郡藤原町（現在の同県日光市鬼怒川）にて開園。総敷地面積は49万5000m2（約15万坪）。園内は江戸時代の町並みを再現しており、大忍者劇場などのアトラクション施設が置かれる。1990年代に髷を結った猫のキャラクター「ニャンまげ」を起用したテレビCMにより広く世間に知られた。時代劇撮影可能なオープンセットも備えており、テレビ番組や映画作品のロケ地に使用されることがある。
営業時間は夏期（3月20日から11月30日）は午前9時から午後5時、冬期（12月1日から3月19日）は午前9時から午後4時。入園券名称は「手形」であり、1日手形は大人4800円、小人2500円。午後手形は大人4100円、小人2100円で、夏期は午後2時以降、冬期は午後1時以降に入園可能となる。障害者割引、シルバー割引もある。
「江戸」という名称ではあるが、実際には戦国時代文化なども取り入れており、大忍者劇場や野外劇場では真田幸村や猿飛佐助といった戦国時代から江戸時代初期の武将や忍者の役柄が登場することもある。
園内は「街道」「商人の町」「職人の町」「宿場町」「劇場街」「侍の町」「忍びの里」「撮影の里」といった8つのエリアに分かれており、各エリアにそれぞれの特徴を生かした体験プログラムやアトラクションが用意されている。ただし、「撮影の里」は映画やテレビ用のオープンセットスタジオであり、一般人は入場することができない。

## アクセス
鬼怒川温泉駅より路線バスで約15分・タクシーで約10分。最寄りICは今市IC。
最寄駅は鬼怒川温泉駅より2駅浅草寄りの小佐越駅で、同駅より1.5km程度。特急が停車しないため公式サイトでの案内はない。

## その他
2022年、東京都中央区日本橋の「コレド日本橋」にて、江戸料理を中心とした和食レストラン「奈美路や」を開店した。